# アンドレーアス・ロンベルク

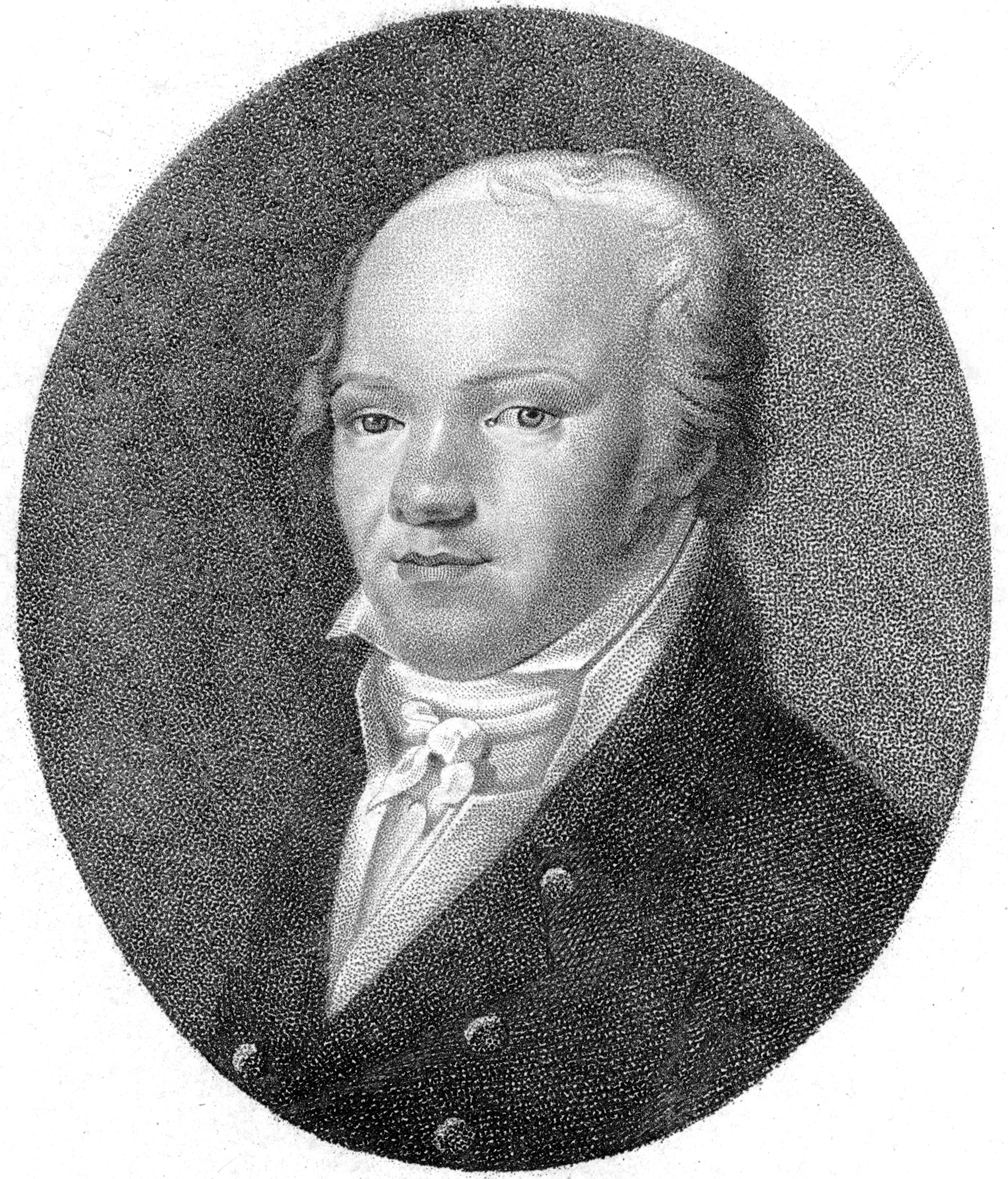
アンドレーアス・ロンベルクの肖像

アンドレーアス・ヤーコプ・ロンベルク（Andreas Jakob Romberg, 1767年4月27日 - 1821年11月10日）は、ドイツのヴァイオリニスト、作曲家。

## 生涯
アンドレーアス・ロンベルクはドイツ・ミュンスターのフェヒタ（Vechta）に生まれた。音楽家の父親からヴァイオリンを習い、6歳で初めて公衆の前で演奏を行った。同い年の従兄弟で、兄弟同然に育てられたベルンハルトと共にアンドレーアスはヨーロッパを旅したほか、ミュンスターの宮廷オーケストラにも参加している。後の1790年にはボンの選帝侯宮廷オーケストラにベルンハルトと共に参加し、ここでベートーヴェンと出会っている（この時期の活動についてはベルンハルト・ロンベルクの項も参照）。アンドレーアスは1793年に戦争による混乱のためハンブルクへ移り、ハンブルク・オペラ管弦楽団（Hamburg Opera Orchestra）に参加した。アンドレーアスの最初のオペラ作品『からす』（Der Rabe）はこの地で初演された。彼はまた、クロプシュトックの同名の叙事詩にもとづく『救世主』(Der Messias)も作曲した。
一時期パリで過ごした後、アンドレーアスはハンブルクに定住し、ここで彼は都市の音楽的活動の中心となっていった。1815年、彼はルイ・シュポーアの後継者としてテューリンゲン州ゴータ（Gotha）の公爵の宮廷音楽監督に就任した。アンドレーアスはこの地で1821年に没した。